# Phryne voor de Areopaag
Phryne voor de Areopaag (Duits: Phryne vor den Richtern) is een schilderij van Jean-Léon Gérôme uit 1861. Sinds 1910 maakt het deel uit van de collectie van de Hamburger Kunsthalle.

## Voorstelling
Het schilderij laat Phryne zien, een legendarische courtisane (hetaere) uit het oude Griekenland, die terechtstaat wegens goddeloosheid. Ze zou de mysteriën van Eleusis hebben ontheiligd. Als hij vermoedt dat het vonnis wel eens ongunstig zou kunnen zijn, trekt haar advocaat Hyperides de jurk van zijn cliënt uit voor de areopaag, de vergadering van rechters, om medelijden op te wekken. Deze versie van het verhaal van Phryne is te vinden in het werk van Athenaeus van Naucratis. Waarschijnlijk zijn enkele belangrijke elementen, zoals het wegtrekken van de kleding, verfraaiingen, want ze komen in andere versies niet voor. Athenaeus vermeldt dat Hyperides een van Phrynes minnaars was en beschrijft de toespraak waarin de redenaar de goddelijke schoonheid van de beschuldigde benadrukt. Hyperides probeert zo bij de jury een mengeling van medelijden en religieuze angst op te wekken. Dit leidt uiteindelijk tot het gewenste resultaat: ze wordt vrijgesproken.
Op Gérôme's schilderij heeft Hyperides zojuist Phyrnes tuniek weggetrokken en haar naakt voor de rechters achtergelaten. De hetaera bedekt verrast haar gezicht met een beschaamd gebaar dat contrasteert met de wellustige, geschokte en kwade blikken van de oudere mannen. Het contrast tussen Phryne en haar rechters wordt benadrukt door het kleurenspel: de cyane mantel en het glanzend witte, naakte lichaam van de hetaera tegenover de rode kleding van de magistraten. De pose van de courtisane is waarschijnlijk geïnspireerd op een foto van Nadar uit 1855 van het model Marie-Christine Leroux als Mariette. Gérôme kende zowel Nadar als Leroux en kocht in 1861 een afdruk van de foto.
Het decor op de achtergrond bestaat uit een fries van in het zwart geklede dansers en daaronder een schildering met soldaten die geïnspireerd is op het Alexandermozaïek. Op de voorgrond staat een altaar met de inscriptie “ἈΘΗΝΗ” en een gravure van een olijftak. Er staat een archaïsch chryselefantien beeldje van Athena Promachos op met een echte olijftak aan haar voeten. Dit is een verborgen contrast in het schilderij, de godin van de wijsheid werd nooit naakt afgebeeld.

## Herkomst
Het schilderij wordt op de Salon van 1861 tentoongesteld. Waarschijnlijk verkoopt Gérôme het daarna aan de bankier Meyer uit Wenen. In 1866 wordt diens verzameling in Parijs geveild. Via de kunsthandel E. Gambart & Co in Londen komt het werk in datzelfde jaar in de collectie van Johann Heinrich Wilhelm Schröder in Londen terecht. Deze liet het schilderij in 1910 na aan de  Hamburger Kunsthalle.

## Ontvangst
Hoewel reproducties van het schilderij erg populair zouden worden in Frankrijk, waren enkele belangrijke critici er niet positief over. Zo vond Edgar Degas het ‘scabreus’ en ‘pornografisch’. Voor Émile Zola stond Gérôme's Phryne ver van de werkelijkheid. In de statige houding van de hetaera zag de schrijver een symbool voor de achterhaalde academische schilderkunst, die vocht tegen nieuwe artistieke stromingen, in de eerste plaats het impressionisme, waar ook Gérôme fel tegen gekant was. In dezelfde lijn vergeleek Théophile Gautier de centrale figuur van het schilderij met een ‘levend standbeeld’ vanwege haar pose en marmeren witheid.
Bernhard Gillam maakte in 1884 een beroemde karikatuurtekening met de titel Phryne Before the Chicago Tribunal, waar Phryne is vervangen door de presidentskandidaat van de Republikeinse Partij James G. Blaine, bedekt met schandalen, en Hypereides door krantenredacteur Whitelaw Reid. Teddy Roosevelt is te zien op de eerste rij. Dit voorbeeld zou later navolging krijgen in andere karikaturen. 

## Afbeeldingen

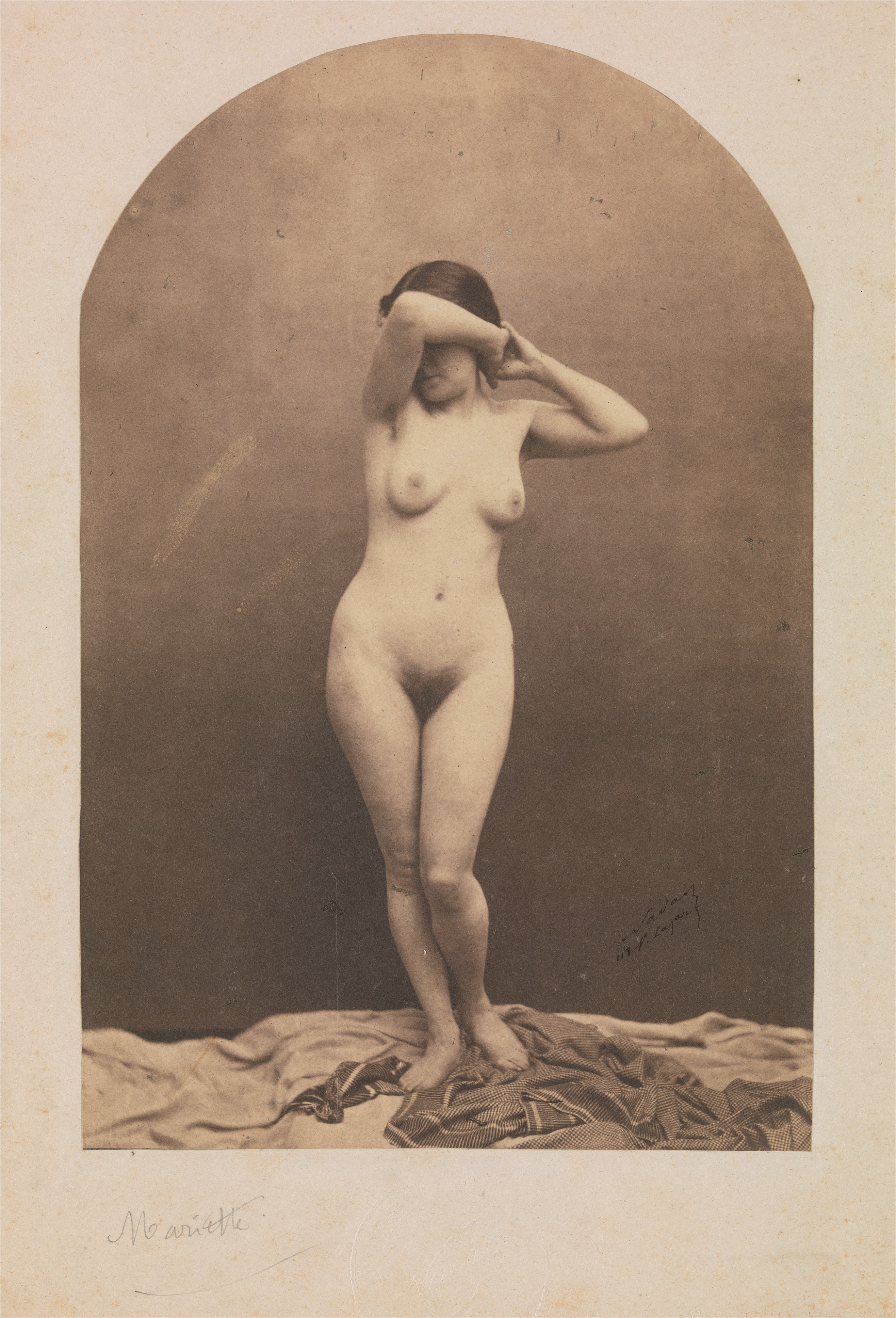
Mariette, foto van Marie-Christine Leroux
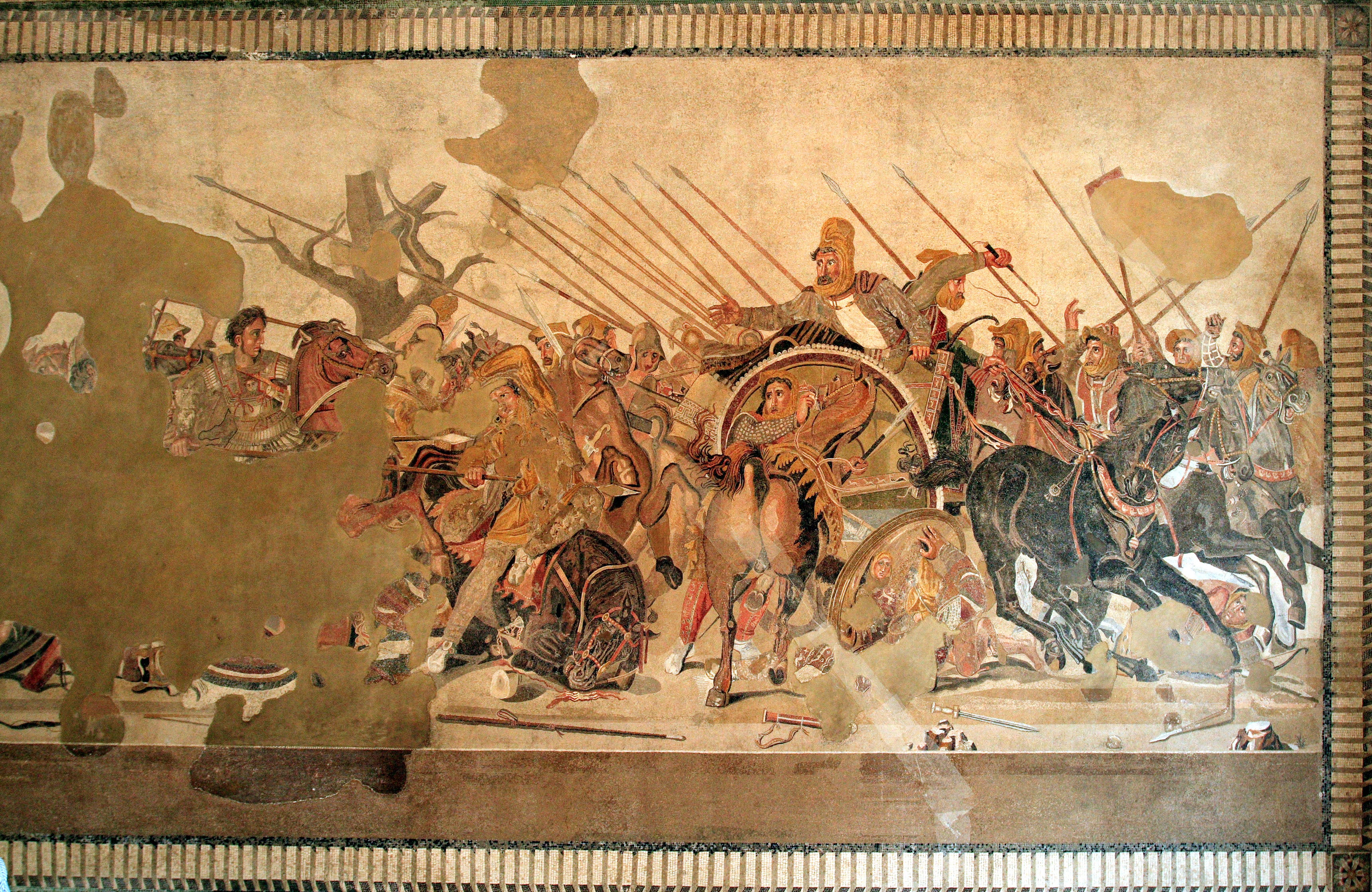
Alexandermozaïek
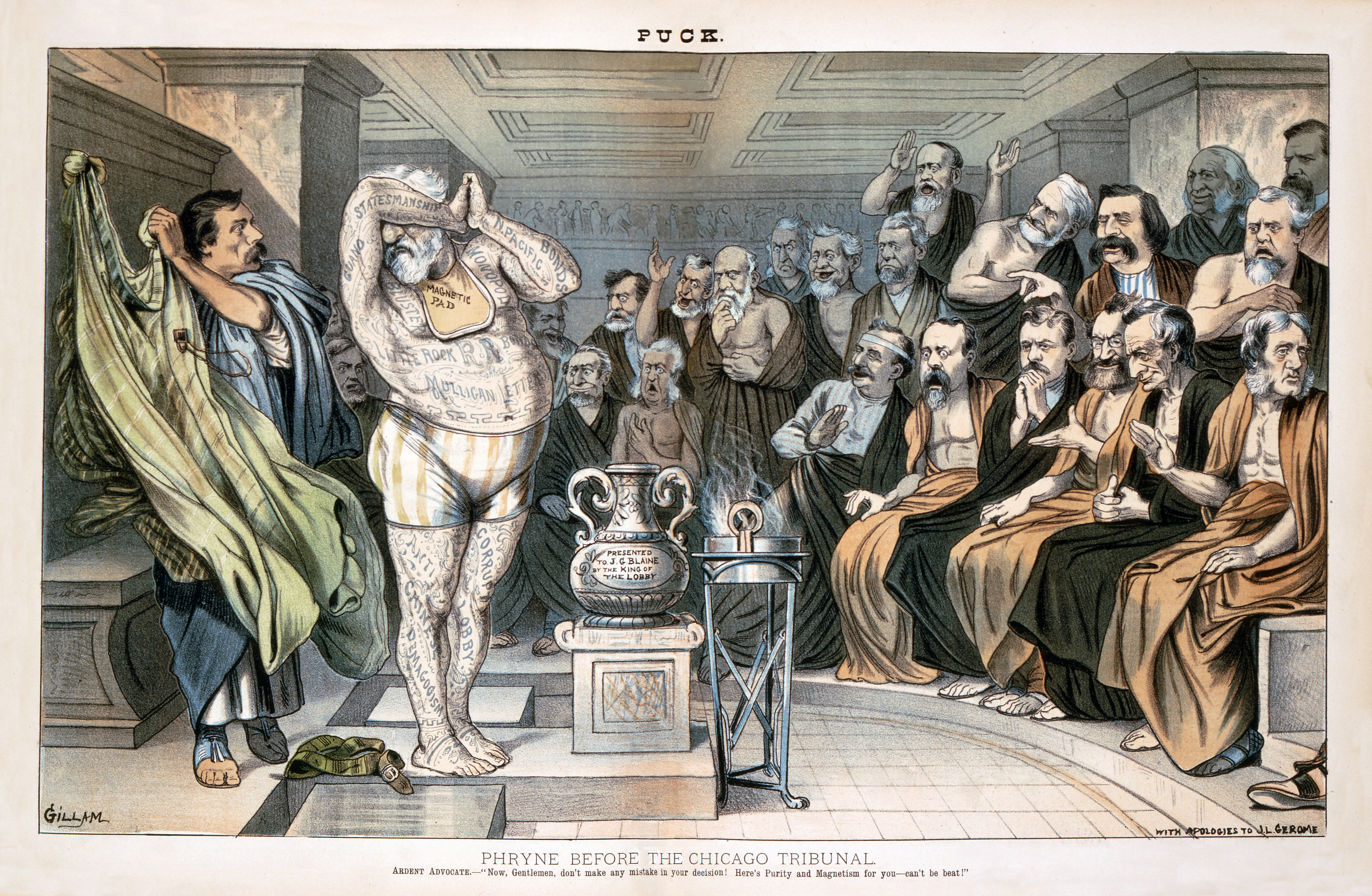
Karikatuur van Bernard Gilliam